# 1415
Пізнє Середньовіччя •  Відродження •  Реконкіста •  Ганза •  Столітня війна •  Велика схизма

## Геополітична ситуація
Османську державу очолює Мехмед I (до 1421). Імператором Візантії є Мануїл II Палеолог (до 1425), а королем Німеччини Сигізмунд I Люксембург (до 1437). У Франції править Карл VI Божевільний (до 1422).
Апеннінський півострів розділений: північ належить Священній Римській імперії, середню частину займає Папська область, південь належить Неаполітанському королівству. Деякі міста півночі: Венеція, Флоренція, Генуя тощо, мають статус міст-республік.
Майже весь Піренейський півострів займають християнські Кастилія і Леон, де править Хуан II (до 1454), Арагонське королівство на чолі з Фердинандом I (до 1416) та Португалія, де королює Жуан I Великий (до 1433). Під владою маврів залишилися тільки землі на самому півдні.
Генріх V є королем Англії (до 1422). У Кальмарській унії (Норвегії, Данії та Швеції) королює Ерік Померанський. В Угорщині править Сигізмунд I Люксембург (до 1437). Королем польсько-литовської держави є Владислав II Ягайло (до 1434). У Великому князівстві Литовському княжить Вітовт.
Частина руських земель перебуває під владою Золотої Орди. Галичина входить до складу Польщі. Волинь належить Великому князівству Литовському. Московське князівство очолює Василь I.
На заході євразійських степів править Золота Орда. У Єгипті панують мамлюки, а Мариніди — у Магрибі. У Китаї править династії Мін. Значними державами Індостану є Делійський султанат, Бахмані, Віджаянагара. В Японії триває період Муроматі.
Цивілізація мая переживає посткласичний період. У долині Мехіко склалася цивілізація ацтеків. Почала зароджуватися цивілізація інків.

## Події
- За сприяння литовського князя Вітовта митрополитом київським проголошено Григорія Цамблака. Константинополь не визнав цього призначення і відлучив Цамблака від церкви.
- Продовжувалася робота Констанцького собору:
  - 30 квітня Фрідріх I Гогенцоллерн став курфюрстом. Під час Констанцського собору король Сигізмунд наділив його маркграфством Бранденбург.
  - 5 червня Собор засудив учення Джона Вікліфа й висунув вимогу до Яна Гуса публічно зректися своїх переконань. Ян Гус відмовився і його було відлучено від церкви й засуджено до спалення живцем.
  - 4 липня папа римський Григорій XII офіційно відкрив Собор і відразу ж зрікся тіари, щоб звільнити шлях до обрання єдиного всіма визнаного понтифіка.
  - 6 липня відбулася страта Яна Гуса.
  - Собор проголосив, що є вищим органом церковної влади, і всі, включно з папою повинні йому коритися.
  - Заарештовано соратника Яна Гуса Ієроніма Празького.
  - 2 серпня почався гуситський рух. 452 чеських лицарів та баронів звернулися з петицією до Констанцького собору.
- 13-14 серпня війська англійського короля Генріха V висадилися в Франції.
- 21 серпня — португальці завоювали Сеуту.
- 25 жовтня, під час Столітньої війни, у битві під Азенкуром англійці під командуванням молодого короля Генріха V завдали поразки французам, очолюваним конетаблем Шарлем д'Альбре. Незабаром англійці оволоділи всією північною частиною Франції, а в 1420 році Генріх був визнаний регентом і наступником французького трону.
- Швейцарська конфедерація відвоювала у Габсбургів Аарау.
- Візантійський імператор Мануїл II Палеолог придушив повстання грецьких архонтів.
- Завершилася реконструкція Великого китайського каналу.

## Народились
- 21 вересня — Фрідріх III Габсбург, король Німеччини з 1440, імператор Священної Римської імперії з 1452.

## Померли
- 6 липня — Ян Гус, реформатор церкви.